# ماشكان
ماشكان هي قرية في مقاطعة بيرانشهر، إيران. يقدر عدد سكانها بـ 325 نسمة بحسب إحصاء 2016.